# Mollisiopsis dennisii
Mollisiopsis dennisii är en svampart som beskrevs av Graddon 1972. Mollisiopsis dennisii ingår i släktet Mollisiopsis, ordningen disksvampar, klassen Leotiomycetes, divisionen sporsäcksvampar och riket svampar.   Inga underarter finns listade i Catalogue of Life.